# Grzegorz Gołembski
Grzegorz Witold Gołembski (ur. 24 maja 1947 w Poznaniu, zm. 28 maja 2025) – polski ekonomista, profesor nauk ekonomicznych.

## Życiorys
W 1969 r. ukończył studia handlowo-towaroznawcze w Wyższej Szkole Ekonomicznej w Poznaniu, w 1973 r. obronił pracę doktorską, a w 1981 r. habilitował się. W 2000 r. uzyskał tytuł profesora sztuk ekonomicznych.
Został pracownikiem naukowym na Uniwersytecie WSB Merito w Poznaniu, na Uniwersytecie Ekonomicznym w Poznaniu, na Uniwersytecie Zielonogórskim, oraz w Państwowej Wyższej Szkole Zawodowej w Sulechowie.

## Odznaczenia
- Złoty Krzyż Zasługi[4]
- Srebrny Krzyż Zasługi[4]